# يو أس سي جي سي إيجيل (دبليو اي إكس-327)
يو أس سي جي سي إيجل (دبليو اي إكس-327)، المعروف سابقًا باسم هورست فيسل والمعروف أيضًا باسم باركيو إيجل، تبلغ 295 قدم (90 م)، سفينة بارك تستخدم لأغراض التدريب لضباط المستقبليين في حرس السواحل في الولايات المتحدة. إنها واحدة من سفينتي إبحار نشطتين في جيش الولايات المتحدة اليوم، إلى جانب سفينة USS كونيستتيوشن في ميناء بوسطن. هي السفينة السابعة التابعة لخفر السواحل التي تحمل نفس الاسم الذي يعود إلى عام 1792، وهي Revenue Cutter Eagle (السفينة التي حملت الاسم الأول إيجل).  
كل صيف، تنشر السفينة بطلاب من أكاديمية خفر السواحل بالولايات المتحدة والضباط المرشحين (تلاميذ مرشحين ليكونو ضباط اي ضباط تلاميذ) من مدرسة الضباط المرشحين لفترات تتراوح بين أسبوع وشهرين. هذه الرحلات تؤدي أدوار متعددة. المهمة الأساسية هي تدريب التلاميذ العسكريين والضباط المرشحين، لكن السفينة تؤدي أيضًا دورًا في العلاقات العامة لخفر السواحل والولايات المتحدة. في كثير من الأحيان، تجري السفينة اتصالات في الموانئ الأجنبية كسفيرة للنوايا الحسنة.
تم بناء السفينة كسفينة تدريب شراعية ألمانية تحمل الأسم هورست فيسيل في عام 1936؛ لقد ساعدت في تدريب البحارة الألمان على تقنيات الإبحار حتى توقفت عن العمل في بداية الحرب العالمية الثانية. سلحت السفينة بمضادً للطائرات وأُعيد تشغيلها عام 1942. في نهاية الحرب، أخذت هورست فيسيل من قبل الولايات المتحدة كتعويضات حرب.

## أصل كهورست فيسل

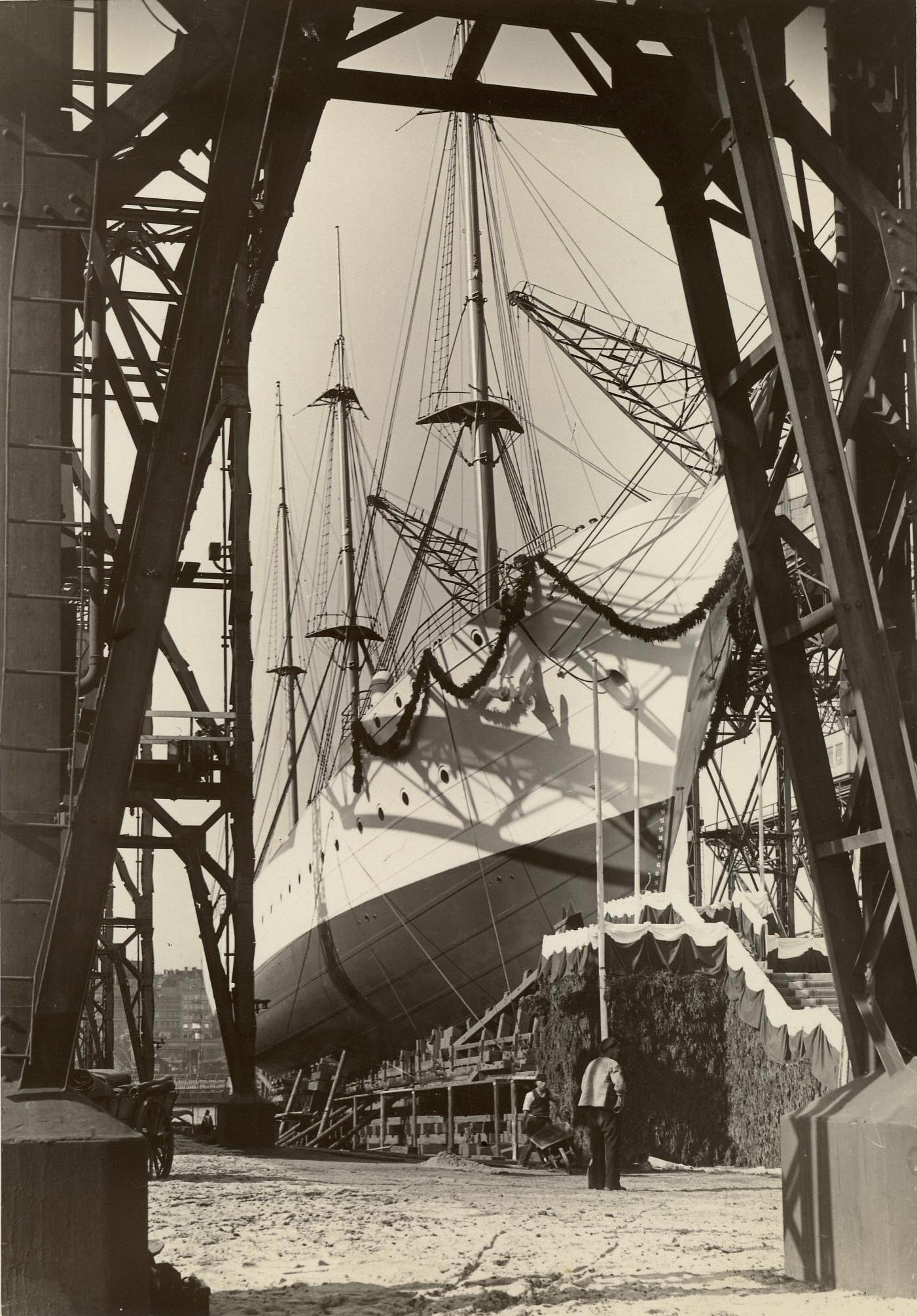
إطلاق السفينة تحت اسم هورست فيسل

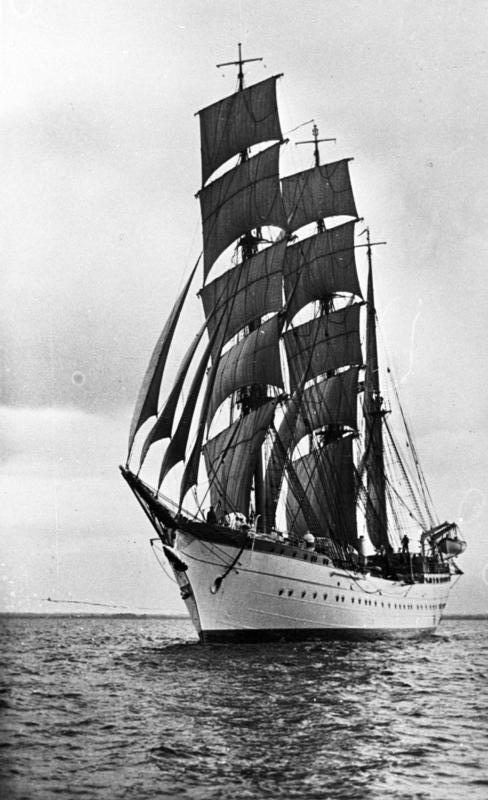
سفينة هورست فيسل الشراعية في عام 1936

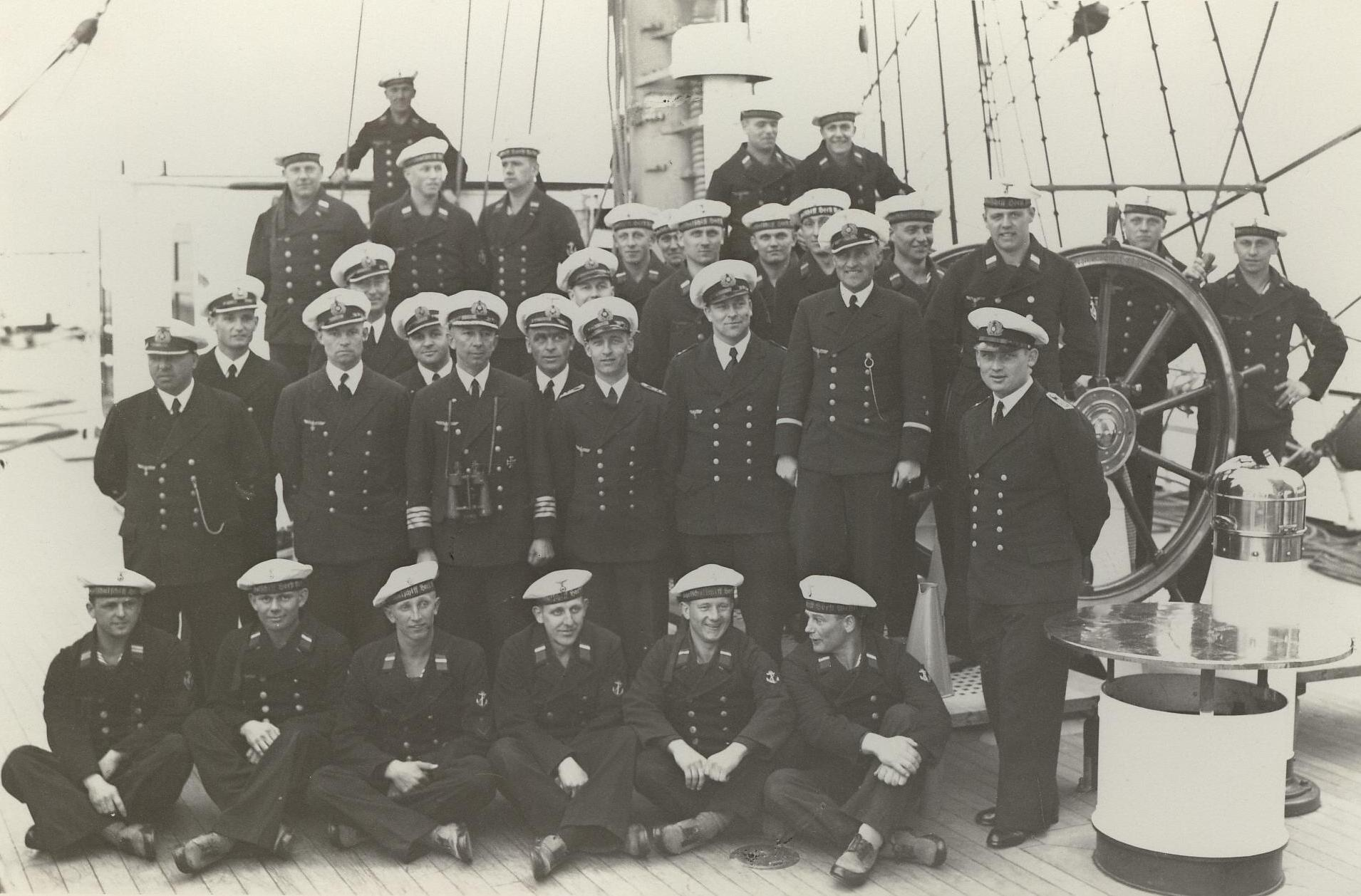
الطاقم الألماني الأساسي (كان الهيكل الاساسي للبحارة الالمان) في عام 1937

تم استخدام السفينة -إيجل من فئة <i id="mwOw">Gorch Fock</i>- في ألمانيا النازية باسم هورست فيسل حيث حسن الألمان التصميم الأصلي. وكانت أكبر في أبعادها وصنعت كل سارياتها من الصلب، على عكس الساريات الخشبية المستخدمة في السفن من فئة Gorch Fock. بدأت سفينة هورست فيسل حياتها المهنية باسم شيف (السفينة) 508 في أحواض بلوم+فوس في هامبورغ، ألمانيا في عام 1936. تم وضع عارضتها في 15 فبراير وتم إطلاقها في 13 يونيو، وتم الانتهاء منها في 16 سبتمبر، وتم تشغيلها في 17 سبتمبر. كانت ثاني سفينة في فئتها يتم بناؤها من الفئة Gorch Fock. ألقى رودولف هيس الخطاب عند إطلاقها بحضور أدولف هتلر، وعمدتها والدة هورست فيسل بزجاجة من الشمبانيا. وأعطيت اسمها تكريما لزعيم كتيبة العاصفة هورست فيسيل، الذي منح صفة شهيد من قبل الحزب النازي. كما كتب الأغنية التي أصبحت تعرف باسم «هورست فيسيل-ليد»، والتي استخدمت فيما بعد باسم النشيد الوطني النازي. بعد وقت قصير من بدء العمل على هورست فيسل، وضع حوض بناء السفن بلوم أند فوس عارضة البارجة الألمانية بسمارك، التي كانت تسمى شيف (السفينة) 509 أثناء وجودها في حوض البناء. 
خدمت إس إس إس هورست فيسل كسفينة أسطول التدريب الشراعية الرئيسية للبحرية الألمانية كريغسمرينه الذي يتألف من السفن من الفئة جورش فوك، ألبرت ليو شلاغيتر وهورست فيسل. (تم بناء سفينة ميرسيا أيضًا في عام 1937 لصالح البحرية الرومانية، وبدأ العمل على متن سفينة خامسة تدعى Herbert Norkus، ولكن تم إيقافها مع اندلاع الحرب.) قاد هورست فيسيل الكابتن أوجست ثيل، الكابتن السابق لجورش فوك، وتم نقله إلى هومبورتيد في كيل. في السنوات الثلاث التي سبقت الحرب العالمية الثانية، أجرت السفينة العديد من الرحلات البحرية التدريبية في مياه شمال الأطلسي، حيث أبحرت مع مجموعات من المتدربين المرهلين كضباط وضباط صف مستقبليين. في 21 أغسطس 1938، زار أدولف هتلر السفينة وأبحر لمدة ساعة تقريبًا قبل مغادرته. في وقت لاحق من ذلك العام، قامت سفينتي هورست فيسل وألبرت ليو شلاغيتر برحلة لمدة أربعة أشهر إلى منطقة البحر الكاريبي وزارا سانت توماس وفنزويلا. على طول الطريق، اصطادوا العديد من أسماك القرش والسلاحف من البحر وأبقوا البط محبوسين على ظهر السفينة لتوفير بيض طازج.  
في أبريل 1945، بعد مغادرة طلاب آخر فصل دراسي ألماني، غادرت هورست فيسل روجن حاملة مجموعة من اللاجئين الألمان على متنها. أبحرت إلى فلنسبورغ حيث استسلم الكابتن بارثولد شنيبي إلى البريطانيين، ورفعت السفينة على متن علم الاتحاد. تلقت السفينة هورست فيسل الأمر بالإبحار إلى بريمرهافن وتم ربطها برصيف مؤقت، وتم تجريد الكثير من معداتها. في نهاية الحرب العالمية الثانية، تم توزيع السفن الشراعية الألمانية الأربع الموجودة آنذاك على مختلف الدول المنتصرة كتعويضات حرب. فازت الولايات المتحدة بسفينة هورست فيسل في عملية سحب بينها وبين القوات البحرية السوفيتية والبريطانية، وتم طلبها من قبل مشرف أكاديمية خفر السواحل الولايات المتحدة.  وفي 15 مايو 1946، كلفت تحت قيادة الكابتن جوردون مكجوان في خفر سواحل الولايات المتحدة باسم إيجل.   في يونيو 1946، أبحر بها طاقم خفر السواحل الأمريكي من بريمرهافن إلى أورانجبورغ في نيويورك - من خلال إعصار - بمساعدة الكابتن شنيبي والعديد من طاقمه الذين كانوا ما زالوا على متنها. تم إنزال طاقم المتطوعين الألمان في معسكر شانكس، وتوجهت إيجل إلى ميناءها الجديد في نيو لندن، كونيتيكت. 

## التدريب المبكر في أكاديمية خفر السواحل الأمريكية
التدريب في البحر على متن سفينة شراعية كان دائمًا جزءًا من منهج أكاديمية خفر السواحل. في عام 1877، ألتحق أول طلاب بالخدمة في دائرة الإيرادات البحرية التابعة سابقا لخفر السواحل الأمريكي، وتم بتدريبهم على متن السفينة Revenue Cutter <i id="mwmg">James C. Dobbin</i>. في عام 1878، تم استبدال James C. Dobbin بـ Revenue Cutter <i id="mwnQ">Salmon P. Chase</i>. عاش التلامذة العسكريين على متن السفن (لم يتم تأسيس الفصول الدراسية على الشاطئ حتى عام 1900)، وتلقو دروسًا على متن السفينة في فصل الشتاء عندما تم ربطها برصيف في نيو بدفورد في ماساتشوستس أو أروندل كوف في ميريلاند، وأبحرت في رحلان تدريبية خلال الصيف. خلال هذا الوقت، قام Salmon P. Chase برحلات عديدة إلى أوروبا. من عام 1890 حتى عام 1894، أوقفت Salmon P. Chase عملياتها بسبب وجود فائض من الخريجين من أكاديمية الولايات المتحدة البحرية. في عام 1907، تم الاستغناء عن خدمات Salmon P. Chase ونقلها إلى المستشفى البحري. وتم استبدالها من قبل Revenue Cutter Itasca، وهي سفينة تدريب سابقة تابعة للأكاديمية البحرية. 

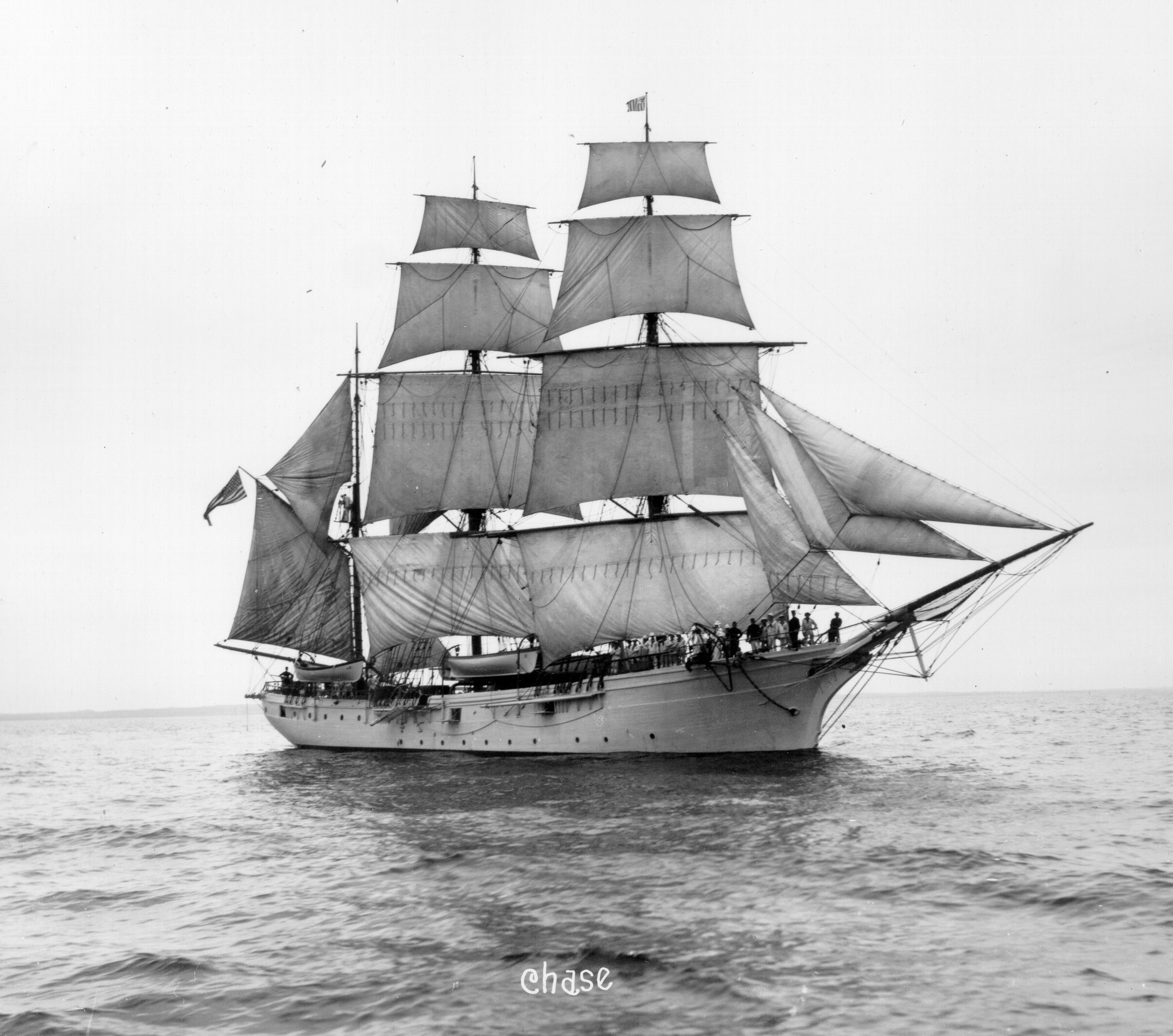
، سفينة تدريب تابعة لأكاديمية خفر السواحل من 1878-1907

في عام 1922، كانت Revenue Cutter Itasca صغيرًا جدًا بالنسبة لفيلق المتدربين، وتم إيقافها وإلغائها. ثم تم استبدالها بثلاثة سفن الصواري barquentine الكسندر هاملتون، وهي زورق حربي سابق في سلاح البحرية من الحرب الاسبانية الامريكية. بقيت الكسندر هاملتون في الخدمة في أكاديمية خفر السواحل حتى عام 1930؛ بعد تفكيكها في عام 1944، أعيدت إلى نيو لندن، وكانت سارية العلم للأكاديمية حتى عام 1954.  خلال الثلاثينات، لم تمتلك الأكاديمية سفينة شراعية لتدريب المتدربين. في عام 1939، ذهبت السفينة الدنماركية Danmark التابعة للبحرية في مدينة نيويورك للمشاركة في المعرض العالمي لعام 1939. بعد اندلاع الحرب العالمية الثانية، تم تقديم السفينة إلى حكومة الولايات المتحدة ونقلها إلى أكاديمية خفر السواحل، حيث تم تكليفها باسم USCGC Danmark وكانت سفينة تدريب للمتدربين حتى 26 سبتمبر 1945، عندما أعيدت إلى الحكومة الدنماركية.

## «السفينة الأمريكية الطويلة»

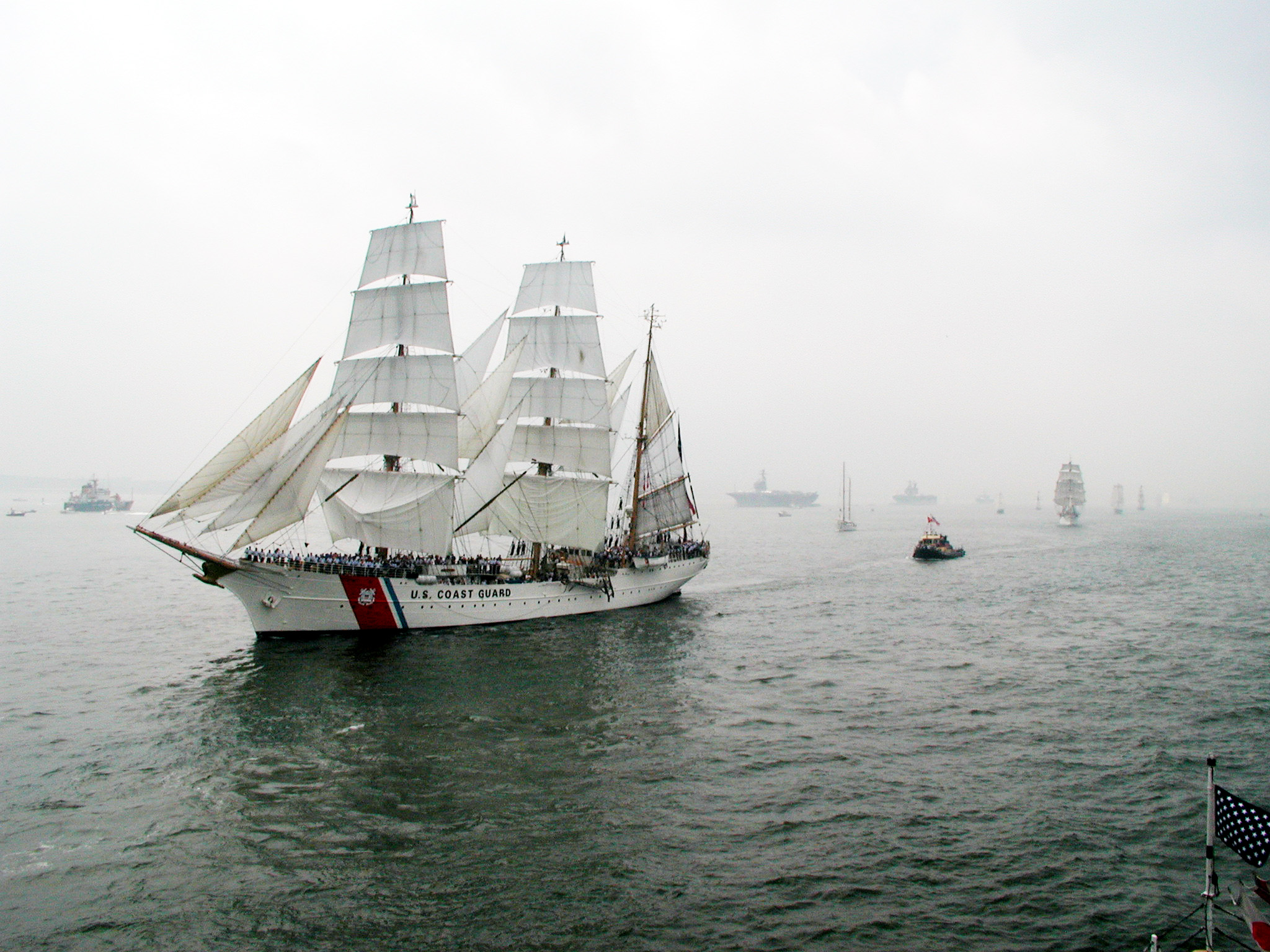
USCGC Eagle تقود موكبًا من السفن في نيويورك، 4 يوليو 2000.